# Ryerson Johnson
Pour les articles homonymes, voir Johnson.
Ryerson (Walter) Johnson, né le 19 octobre 1901 à Divernon (Illinois) et mort le 24 mai 1995 en Floride, est un écrivain américain de roman policier.

## Biographie
Il écrit tout d’abord dans des pulps comme Dime Mystery magazine, Argosy, Western story… des récits policiers et des récits pour la jeunesse dans le genre western. Puis il écrit des romans historiques, des textes publicitaires et des articles pour Encyclopædia Britannica.
Il a servi de nègre pour des aventures du Saint et de Doc Savage. Ces derniers sont écrits sous le pseudonyme collectif de Kenneth Robeson. Il fait le même travail pour la série Mike Shayne de Brett Halliday, pseudonyme de Davis Dresser, pour laquelle il signe deux romans.. Avec Davis Dresser, il écrit deux romans signés Matthew Blood. Il écrit également sous un pseudonyme maison, Robert Wallace.
Un seul de ses romans signé de son nom, Naked In the Streets, est traduit en français.

## Œuvre

### Sous son nom
- Naked In the Streets (1952)
  - Au pifomètre, Éditions Gallimard, coll. « Série noire » no 181 (1953)
- Lady in Dread (1955)

### Série Doc Savage, signée Kenneth Robeson
- Land of Always-Night (1935)
- The Fantastic Island (1935)
- The Motion Menace

### Signée Matthew Blood
- The Avenger (1952)
- Death Is a Lovely Dame, 1954)

### Signée Brett Halliday
- Dolls Are Deadly (1960)
- The Killers from the Keys (1961)